# 瑟沃
瑟沃（法語：Seveux，發音：[səvø]）是法国上索恩省沃苏勒区的一个旧市镇。2019年1月1日，瑟沃与市镇索恩河畔莫泰合并为新市镇瑟沃-莫泰，并成为了新市镇的政府驻地。由于此次合并为单一合并（彻底合并为一个市镇），故瑟沃不是委派市镇。

## 地理
瑟沃（47°33'26"N, 5°44'54"E）面积16.89 平方千米，位于法国勃艮第-弗朗什-孔泰大區上索恩省，该省份为法国东部内陆省份，北起顺时针与孚日省、贝尔福地区省、杜省、汝拉省、科多尔省和上马恩省接壤。
与瑟沃接壤的市镇（或旧市镇、城区）包括：芒布雷、圣雷娜、博热-圣瓦利耶-皮埃尔瑞和基特尔、伊尼、索恩河畔梅尔塞、索恩河畔莫泰、圣冈、韦莱克松-克特雷和沃代。
瑟沃的时区为UTC+01:00、UTC+02:00（夏令时）。

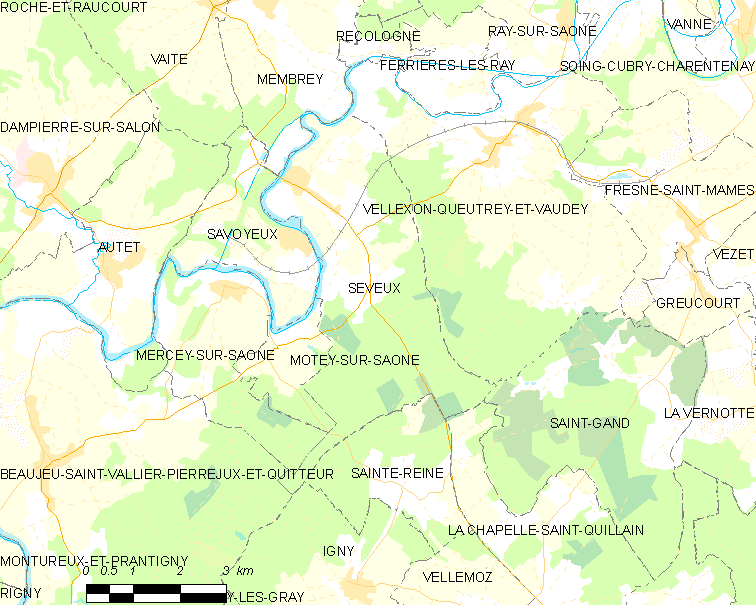
瑟沃的OSM定位图

## 行政
瑟沃的邮政编码为70130，INSEE市镇编码为70491。

## 政治
瑟沃所属的省级选区为索恩河畔塞和圣阿尔班县。

## 人口

1962-2008年间瑟沃人口变化图示

瑟沃于2015时的人口数量为450人。